# Vought XF2U
Vought XF2U — американский палубный истребитель межвоенного периода конца 20-х годов. Имел смешанную (деревянно-металлическую) конструкцию.

## История
В 1927 году Бюро Аэронавтики требовало нового двухместного палубного истребителя. 30 июня в том же году были заказаны опытные самолёты XF2U-1 от Vought и XF8C-2 от Curtiss. Несмотря на заказ опытного экземпляра 30 июня того же 1927 года, процесс был настолько долгим, что первый полёт XF2U-1 был совершён лишь 21 июня 1929 года.

## Тактико-технические характеристики

### Технические характеристики[1]
- Экипаж: 2 человека
- Длина: 8,23 м
- Размах крыла: 10,97 м
- Высота: 3,05 м
- Площадь крыла: 29,5 м²
- Масса пустого: 523 кг
- Масса снаряжённого: 1152 кг
- Двигатели: 1 × Pratt & Whitney R-1340-C/D
- Мощность: 1×450 л. с. (340 кВт)

### Лётные характеристики
- Максимальная скорость: 235 км/ч
- Крейсерская скорость: 180 км/ч
- Практическая дальность: 797 км
- Практический потолок: 5700 м
- Скороподъёмность: 4,6 м/с

### Вооружение
- Пулемётное:
  - 3×7,6 мм пулемёта